# Atletiek op de Olympische Zomerspelen 2016 – 400 meter horden mannen
De 400 meter horden mannen op de Olympische Zomerspelen 2016 in Rio de Janeiro vond plaats op 15 augustus (series), 16 augustus (halve finales) en 18 augustus 2016 (finale). Het olympisch goud werd gewonnen door de Amerikaan Kerron Clement in 47,73. Met deze prestatie liep hij zijn beste seizoensprestatie.

## Records
Voorafgaand aan het toernooi waren dit het wereldrecord en het olympisch record.
| Wereldrecord     | Kevin Young | 46,78 | Barcelona | 6 augustus 1992 |
| Olympisch record | Kevin Young | 46,78 | Barcelona | 6 augustus 1992 |

## Uitslagen
De volgende afkortingen worden gebruikt:
- Q - Gekwalificeerd door eindplaats
- q - Gekwalificeerd door eindtijd
- PB Persoonlijke besttijd
- SB Beste seizoensprestatie van atlete
- DQ Gediskwalificeerd

### Series
Kwalificatie: Top-3 van elke series (Q) plus de 6 tijdsnelsten (q) gaan door.

#### Heat 1
| Rang | Baan | Naam                    | Land | Tijd  | Opm.  |
| ---- | ---- | ----------------------- | ---- | ----- | ----- |
| 1    | 8    | Abdelmalik Lahoulou     | ALG  | 48,62 | Q, NR |
| 2    | 7    | Boniface Mucheru Tumuti | KEN  | 48,91 | Q     |
| 3    | 2    | Kerron Clement          | USA  | 49,17 | Q     |
| 4    | 4    | Yuki Matsushita         | JPN  | 49,60 |       |
| 5    | 5    | Miles Ukaoma            | NGR  | 49,84 |       |
| 6    | 3    | Marcio Teles            | BRA  | 50,41 |       |
| 7    | 6    | Jeffery Gibson          | BAH  | 52,77 |       |

#### Heat 2
| Rang | Baan | Naam                | Land | Tijd  | Opm. |
| ---- | ---- | ------------------- | ---- | ----- | ---- |
| 1    | 5    | Yasmani Copello     | TUR  | 49,52 | Q    |
| 2    | 6    | Eric Alejandro      | PUR  | 49,54 | Q    |
| 3    | 1    | Mahau Suguimati     | BRA  | 49,77 | Q    |
| 4    | 8    | Jaak-Heinrich Jagor | EST  | 49,78 |      |
| 5    | 2    | Kariem Hussein      | SUI  | 49,80 |      |
| 6    | 7    | Amadou Ndiaye       | SEN  | 49,91 |      |
| 7    | 4    | Martin Kucera       | SVK  | 51,47 |      |
| 8    | 3    | Maoulida Daroueche  | COM  | 52,32 |      |

#### Heat 3
| Rang | Baan | Naam               | Land | Tijd  | Opm.  |
| ---- | ---- | ------------------ | ---- | ----- | ----- |
| 1    | 2    | Karsten Warholm    | NOR  | 48,49 | Q, NR |
| 2    | 3    | Javier Culson      | PUR  | 48,53 | Q, SB |
| 3    | 8    | Rasmus Mägi        | EST  | 48,55 | Q, SB |
| 4    | 7    | Roxroy Cato        | JAM  | 48,56 | q, SB |
| 5    | 6    | Miloud Rahmani     | ALG  | 49,73 |       |
| 6    | 1    | Dmitriy Koblov     | KAZ  | 49,87 |       |
| 7    | 5    | José Luis Gaspar   | CUB  | 50,58 |       |
| 8    | 4    | Ned Justeen Azemia | SEY  | 50,74 | NR    |

#### Heat 4
| Rang | Baan | Naam             | Land | Tijd  | Opm.  |
| ---- | ---- | ---------------- | ---- | ----- | ----- |
| 1    | 7    | Keisuke Nozawa   | JPN  | 48,62 | Q, PB |
| 2    | 3    | Thomas Barr      | IRL  | 48,93 | Q, SB |
| 3    | 8    | Eric Cray        | PHI  | 49,05 | Q     |
| 4    | 4    | Jaheel Hyde      | JAM  | 49,24 | q     |
| 5    | 1    | Sergio Fernandez | ESP  | 49,31 | q     |
| 6    | 5    | Sebastian Rodger | GBR  | 49,54 |       |
| 7    | 6    | Le Roux Hamman   | RSA  | 49,72 |       |
| 8    | 2    | Jehue Gordon     | TTO  | 49,90 | SB    |

#### Heat 5
| Rang | Baan | Naam                   | Land | Tijd  | Opm.  |
| ---- | ---- | ---------------------- | ---- | ----- | ----- |
| 1    | 1    | Annsert Whyte          | JAM  | 48,37 | Q, PB |
| 2    | 7    | Jack Green             | GBR  | 48,96 | Q, SB |
| 3    | 4    | Byron Robinson         | USA  | 48,98 | Q     |
| 4    | 5    | Oskari Mörö            | FIN  | 49,04 | q, NR |
| 5    | 2    | Michaël Bultheel       | BEL  | 49,37 | q, SB |
| 6    | 3    | Kurt Couto             | MOZ  | 49,74 | SB    |
| 7    | 6    | Lindsay Hanekom        | RSA  | 50,22 |       |
| -    | 8    | Nicholas Kiplagat Bett | KEN  | DQ    |       |

#### Heat 6
| Rang | Baan | Naam                | Land | Tijd  | Opm.  |
| ---- | ---- | ------------------- | ---- | ----- | ----- |
| 1    | 4    | Haron Koech         | KEN  | 48,77 | Q, PB |
| 2    | 8    | Louis Jacob van Zyl | RSA  | 49,12 | Q     |
| 3    | 5    | Andres Silva        | URU  | 49,21 | Q, SB |
| 4    | 7    | Jordin Andrade      | CPV  | 49,35 | q     |
| 5    | 6    | Mohamed Sghaier     | TUN  | 50,09 | SB    |
| 6    | 1    | Michael Tinsley     | USA  | 50,18 |       |
| 7    | 3    | Chen Chieh          | TPE  | 50,65 |       |
| 8    | 2    | Patryk Dobek        | POL  | 50,66 |       |

### Halve finale
Kwalificatie: Top-2 van elke series (Q) plus de 2 tijdsnelsten (q) gaan door.

#### Halve finale 1
| Rang | Baan | Naam                    | Land | Tijd  | Opm.  |
| ---- | ---- | ----------------------- | ---- | ----- | ----- |
| 1    | 8    | Kerron Clement          | USA  | 48,26 | Q, SB |
| 2    | 6    | Boniface Mucheru Tumuti | KEN  | 48,85 | Q, SB |
| 3    | 1    | Sergio Fernandez        | ESP  | 48,87 |       |
| 4    | 5    | Abdelmalik Lahoulou     | ALG  | 49,08 |       |
| 5    | 2    | Jaheel Hyde             | JAM  | 49,17 |       |
| 6    | 3    | Keisuke Nozawa          | JPN  | 49,20 |       |
| 7    | 7    | Eric Cray               | PHI  | 49,37 |       |
| 8    | 4    | Jack Green              | GBR  | 49,54 |       |

#### Halve finale 2
| Rang | Baan | Naam                | Land | Tijd  | Opm.  |
| ---- | ---- | ------------------- | ---- | ----- | ----- |
| 1    | 4    | Annsert Whyte       | JAM  | 48,32 | Q, PB |
| 2    | 5    | Javier Culson       | PUR  | 48,46 | Q, SB |
| 3    | 6    | Yasmani Copello     | TUR  | 48,61 | q     |
| 4    | 7    | Rasmus Mägi         | EST  | 48,64 | q     |
| 5    | 3    | Louis Jacob van Zyl | RSA  | 49,00 |       |
| 6    | 1    | Jordin Andrade      | CPV  | 49,32 |       |
| 7    | 2    | Oskari Mörö         | FIN  | 49,75 |       |
| 8    | 8    | Mahau Suguimati     | BRA  | 49,77 |       |

#### Halve finale 3
| Rang | Baan | Naam             | Land | Tijd  | Opm.  |
| ---- | ---- | ---------------- | ---- | ----- | ----- |
| 1    | 4    | Thomas Barr      | IRL  | 48,39 | Q, NR |
| 2    | 6    | Haron Koech      | KEN  | 48,49 | Q, PB |
| 3    | 7    | Byron Robinson   | USA  | 48,65 | PB    |
| 4    | 5    | Karsten Warholm  | NOR  | 48,81 |       |
| 5    | 1    | Michaël Bultheel | BEL  | 49,46 |       |
| 6    | 8    | Andres Silva     | URU  | 49,75 |       |
| 7    | 3    | Eric Alejandro   | PUR  | 49,95 |       |
| -    | 2    | Roxroy Cato      | JAM  | DQ    |       |

### Finale
| Rang   | Baan | Naam                    | Land | Reactietijd | Tijd  | Opm. |
| ------ | ---- | ----------------------- | ---- | ----------- | ----- | ---- |
| Goud   | 5    | Kerron Clement          | USA  | 0,227       | 47,73 | SB   |
| Zilver | 7    | Boniface Mucheru Tumuti | KEN  | 0,165       | 47,78 | NR   |
| Brons  | 2    | Yasmani Copello         | TUR  | 0,186       | 47,92 | NR   |
| 4      | 4    | Thomas Barr             | IRL  | 0,191       | 47,97 | NR   |
| 5      | 6    | Annsert Whyte           | JAM  | 0,167       | 48,07 | PB   |
| 6      | 1    | Rasmus Mägi             | EST  | 0,182       | 48,40 | NR   |
| 7      | 8    | Haron Koech             | KEN  | 0,159       | 49,09 |      |
| –      | 3    | Javier Culson           | PUR  | n/a         | DQ    |      |